# Habenaria curvilabra
Habenaria curvilabra är en orkidéart som beskrevs av João Barbosa Rodrigues. Habenaria curvilabra ingår i släktet Habenaria och familjen orkidéer. Inga underarter finns listade i Catalogue of Life.